# Бороничи
Бороничи — деревня в Оричевском районе Кировской области в составе Шалеговского сельского поселения.

## География
Расположена на расстоянии менее 1 км по прямой на юг от центра поселения села Шалегово.

## История
Известна с 1802 года как починок Гурья Целишева с 6 дворами. В 1873 году здесь (починок Гурия Целищева или Борончи) дворов 8 и жителей 42, в 1905 7 и 41, в 1926 (деревня Бороничи или Гурия Целищева) 7 и 44, в 1950 10 и 38, в 1989 году оставалось 2 постоянных жителя. Ныне имеет дачный характер.

## Население
Постоянное население не было учтено как в 2002 году, так и в 2010.